# S-100 (magistrala komunikacyjna)

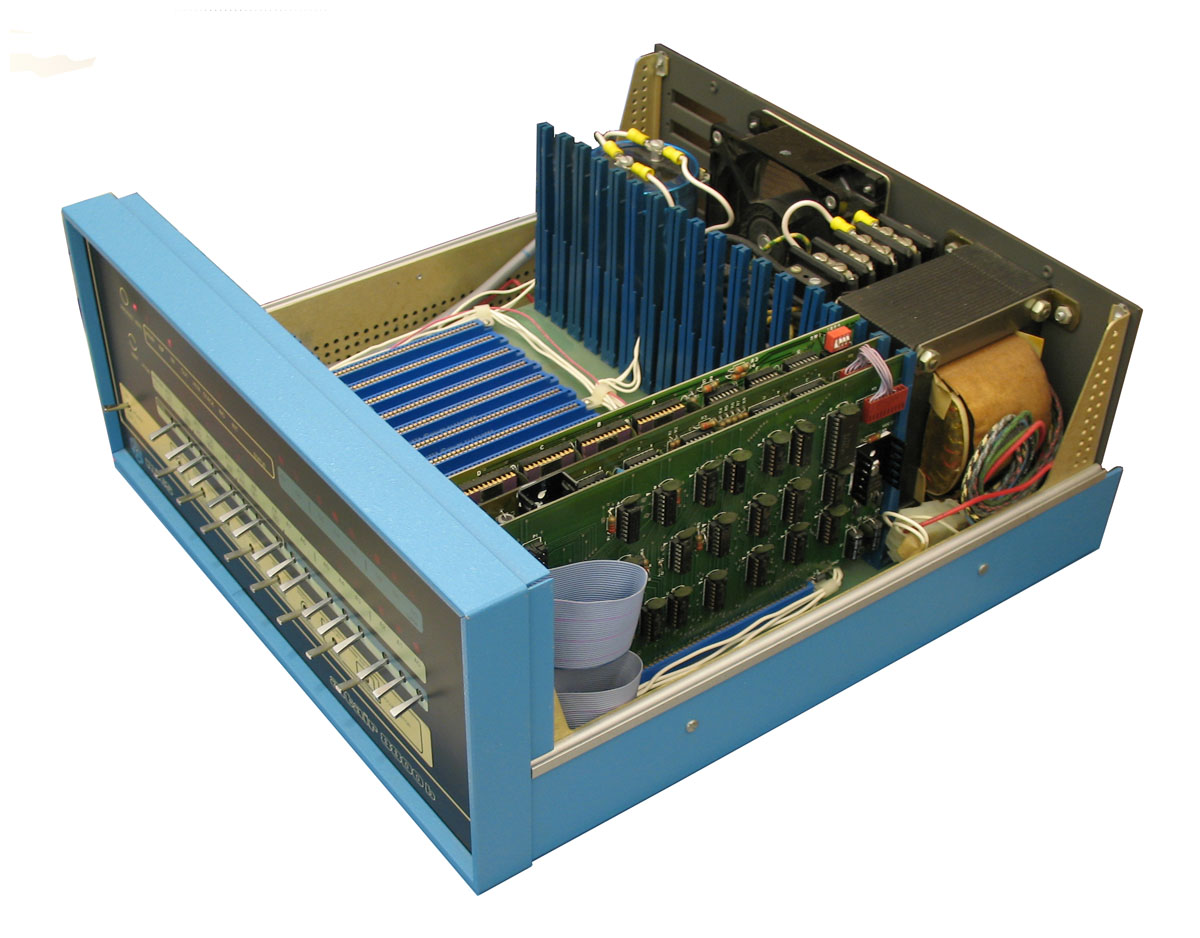
Wnętrze mikrokomputera Altair 8800; widoczne styki złączy S-100

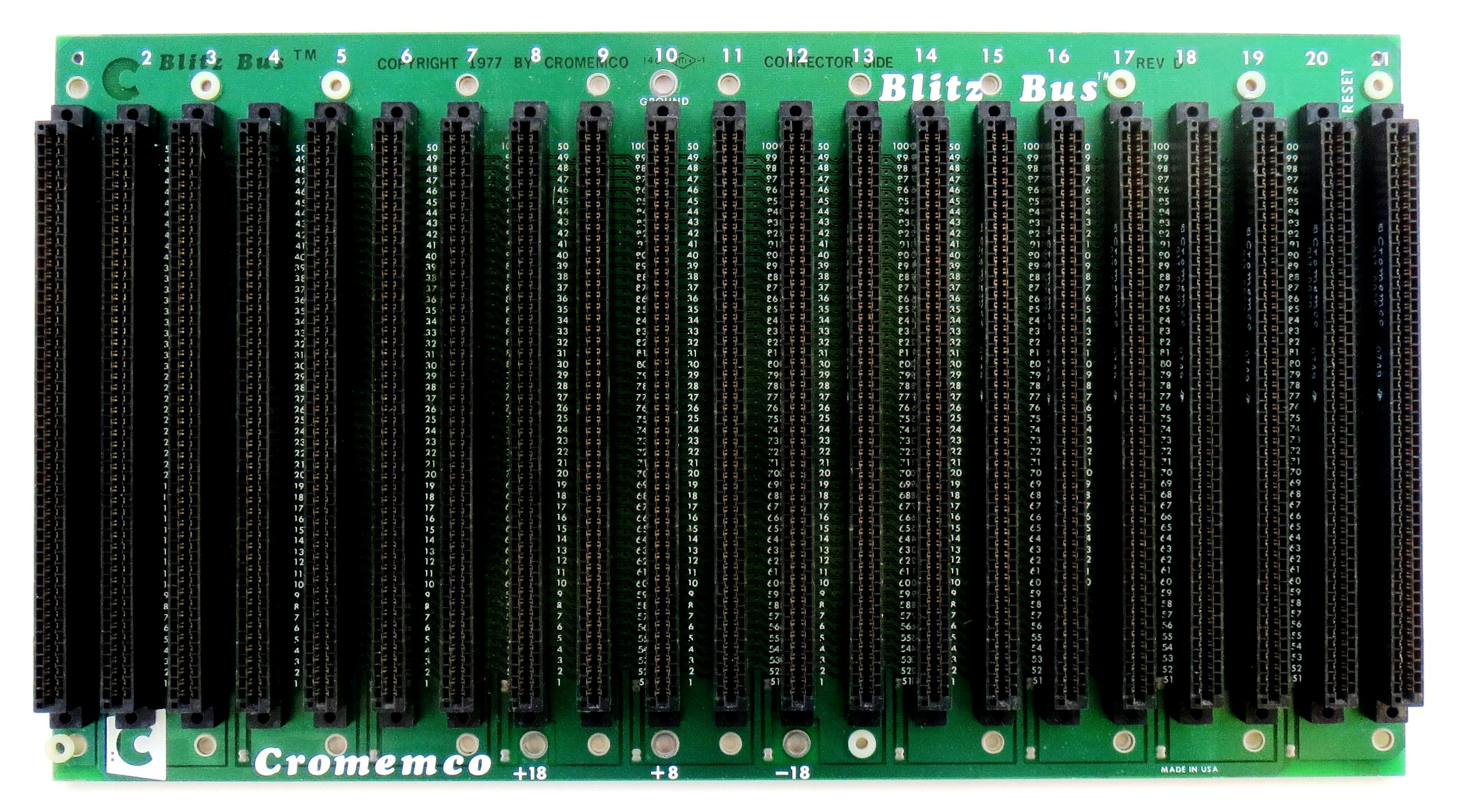
Płyta bazowa z gniazdami S-100

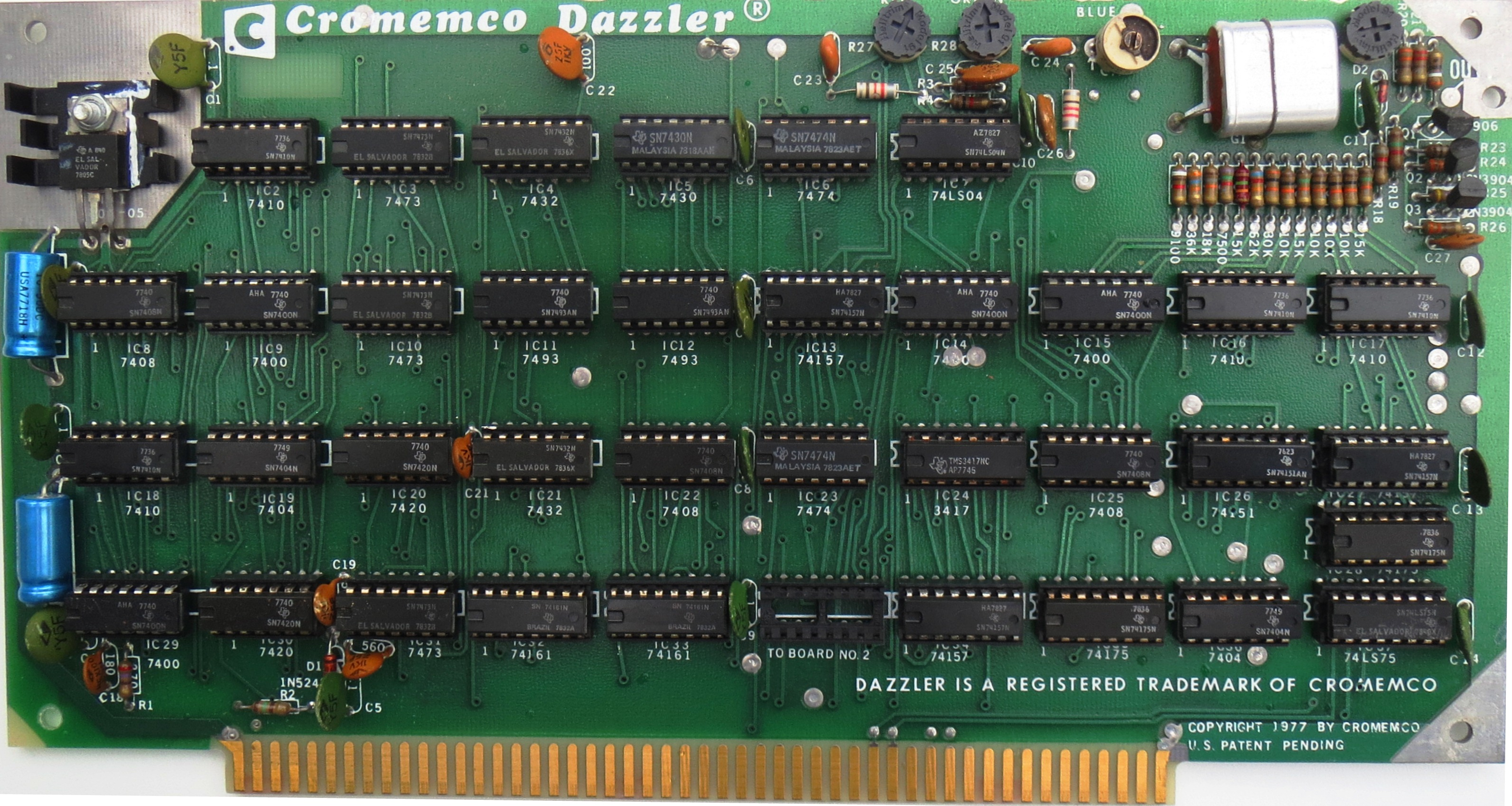
Pierwsza karta grafiki kolorowej firmy Cromemco.

S-100 – debiutująca w 1974 roku magistrala komunikacyjna łącząca zgodne z nią karty rozszerzeń, nieoficjalny standard w komputerach osobistych (początkowo amatorskim Altair 8800) przed powstaniem IBM PC. W odróżnieniu od późniejszych ISA, VLB, PCI i innych była tylko standardem dotyczącym rodzaju stosowanego złącza. W komputerze Altair 8800 płyta bazowa nie miała układów elektronicznych, były na niej jedynie połączone równolegle gniazda magistrali S-100, układ procesora był na jednej z kart.

## Architektura
Zestaw sygnałów przesyłanych poprzez S-100 był mocno związany z logiką procesora Intel 8080, który był użyty w Altair 8800. 
Sygnały magistrali można pogrupować na: zasilanie, dane, adresowanie, kontrola i sygnały taktujące.
Elektronika na kartach pracowała w standardzie TTL 5V, ale magistrala była zasilana niestabilizowanymi napięciami +8 V oraz symetryczne +16 V i -16 V. Karty magistrali miały własne stabilizatory, które obniżały te napięcia do wartości „standardowych” 5 V oraz symetrycznego 12 V. Technika TTL nie wymagała 12 V, ale procesor 8080 do pracy potrzebował napięcia 12 V. Ówczesne porty komunikacyjne także potrzebowały napięć +/- 12 V.
Grupa sygnałów kontrolnych pracowała w trybie trójstanowym (trzeci stan tzw. wysokiej impedancji) pozwalając na sterowanie szynami danych i adresową przez inne karty współdzielące magistralę (np. bezpośredni dostęp do pamięci).

## Historia
Projektując Altair 8800 Ed Roberts nie dysponował wszystkimi niezbędnymi elementami do ukończenia działającego prototypu, do tego nie był w stanie umieścić na jednej płycie wszystkich elementów, zatem dostępne elementy (funkcjonalne bloki) postanowił umieścić na oddzielnych płytach i połączyć je jedną przez złącze.
Ze względu też na specyfikę obudowy Altair lepszym rozwiązaniem była płytka bazowa łącząca moduły wetknięte w nią. Jako złącza użyto dostępne na rynku 100 stykowe gniazda krawędziowe. Od tej właśnie ilości pochodzi nazwa magistrali. Pierwotny projekt nie używał wszystkich 100 styków, co pozwoliło w przyszłości dodać sygnały nie występujące w systemach opartych na Intel 8080, a potrzebne w bardziej zaawansowanych procesorach.

## Dalsze losy
Debiut komputerów PC w wydaniu IBM oraz ich możliwość rozbudowy poprzez magistralę ISA były naturalnym zagrożeniem dla rynku komputerów bazujących na szynie S-100. 
O ile rynek biurowy został zdominowany przez rozwiązanie IBM, to prosta magistrala S-100 jako IEEE-696 była jeszcze wiele lat używana w profesjonalnych systemach komputerowych, z użyciem procesorów kolejnych generacji (produkowane były karty procesorowe na szynę S-100 z układami Motorola 68020, Motorola 68030 wraz z FPU, a także Intel 80186) 
W oparciu o szynę S-100 powstały karty graficzne umożliwiające interakcje z komputerem poprzez monitor (w odróżnieniu od drukarek dalekopisowych lub zestawu diod LED). Pierwsza karta graficzna znanej firmy Matrox pracowała na magistrali S-100. W latach 80. XX wieku pierwsze komputery prezentujące grafikę dla potrzeb TV bazowały na tej szynie.
W 1983 roku uznany przez IEEE za standard IEEE 696.
Najbardziej profesjonalne prawdopodobnie rozwiązania, w jakich użyto S-100, to komputery zainstalowane w samolotach myśliwskich F-16.